# Sommer-Paralympics 2012/Teilnehmer (San Marino)
| stlisierte Goldmedaille | stlisierte Silbermedaille | stlisierte Bronzemedaille |
| ----------------------- | ------------------------- | ------------------------- |
| —                       | —                         | —                         |

San Marino entsandte einen Sportler zu den Paralympischen Sommerspielen 2012 in London und nahm damit erstmals an den Paralympischen Spielen teil.

## Teilnehmer nach Sportart

### Leichtathletik
Männer:
- Christian Bernardi